# Schottengymnasium
Das Schottengymnasium (eigentlich Öffentliches Schottengymnasium der Benediktiner in Wien) ist eine katholische Privatschule mit Öffentlichkeitsrecht im 1. Wiener Gemeindebezirk. Es wird vom Schottenstift, der Benediktinerabtei Unserer Lieben Frau zu den Schotten, getragen.
Das Gymnasium wurde 1807 durch kaiserliches Dekret gegründet. Bis 2004 war es die letzte reine Knabenschule Wiens.

## Geschichte

### Vor der Gründung
Bereits im Mittelalter ist eine Schule im Schottenstift nachweisbar. Erste urkundliche Beweise für eine solche liegen aus dem Jahr 1330 vor. Diese dürfte aber, wie bei Theologischen Hauslehranstalten üblich, nur für die eigenen Klosterangehörigen bzw. -anwärter offen gewesen sein. Anders war die Situation bereits 1446. In der Wiener Schulordnung aus diesem Jahr wird die Schule der Schotten als eine von vier Schulen erwähnt. Unterrichtsgegenstand war hier das Trivium.
Am Wiener Fürstentag 1515 brachten Schüler des Schottenstiftes ein Huldigungsspiel des späteren Abtes Benedictus Chelidonius zur Aufführung. Im weiteren Verlauf des 16. Jahrhunderts waren unter anderen Wolfgang Schmeltzl und Johann Rasch Schulmeister bei den Schotten.
1719 gründete der Schottenabt Karl Fetzer ein Gymnasium, an dem weltliche Schüler die philosophischen Kurse besuchen durften. Der Besuch dieser Schule als Externist war aber nur Kindern aus adeligen bzw. hochrangigen Verhältnissen möglich. Dieses Gymnasium wurde bereits 1741 wieder aufgelöst.

### Gründung des heutigen Schottengymnasiums
Da die bisherigen drei Gymnasien in Wien (Akademisches Gymnasium, Piaristengymnasium, Annaeum) vor allem in den Unterstufenklassen vollkommen überlastet waren, forderte die Wiener Landesregierung 1804 den Schottenabt Benno Pointner auf, ein weiteres Gymnasium einzurichten. Aufgrund mangelnder Ressourcen erklärte sich Pointner dazu zunächst nicht im Stande. Doch schon am 16. Jänner 1806 befahl Kaiser Franz I. in einem kaiserlichen Dekret abermals die Errichtung eines neuen Gymnasiums und gleichzeitig die Übertragung des Annaeums, das 1775 bei St. Anna gegründet worden war, an den neuen Standort des Schottengymnasiums. Im folgenden Jahr, am 4. November 1807, wurde das neue Schottengymnasium unter Abt Andreas Wenzel eröffnet.

### Vom 19. Jahrhundert bis zum Zweiten Weltkrieg
Das neue Gymnasium wurde von Kindern des Adels wie auch des Wiener Bürgertums besucht. Gerade Kinder aus der Hocharistokratie waren häufig Externisten.
1809 musste das Gymnasium aufgrund der Besetzung Wiens durch die Franzosen kurze Zeit schließen. 1819 wurden erstmals auch die unterrichtenden Mönche des Schottenstiftes verpflichtet, eine Lehramtsprüfung abzulegen. Im Jahr 1825 verzeichnete das Gymnasium mit insgesamt 495 Schülern einen bis zu diesem Zeitpunkt absoluten Schülerrekord.
In der Folge der Märzrevolution von 1848 und der daraus resultierenden Umstrukturierung des Unterrichtssystems führte das Gymnasium ab 1849 acht Klassen. Der Unterricht wurde nun von Fachlehrern geleitet. 1850 wurde erstmals die Matura am Schottengymnasium abgelegt. In der zweiten Hälfte des 19. Jahrhunderts wurden die Schulräumlichkeiten stark erweitert und mit dem eigentlichen Klostergebäude verbunden.
Nach dem Anschluss Österreichs an das Deutsche Reich wurde das Schottengymnasium im Herbst 1938 als konfessionelle Schule von den Nationalsozialisten geschlossen. Die Schüler mussten in andere Gymnasien wechseln. 1938 bis 1945 wurden die Schulräumlichkeiten bei den Schotten vom Gymnasium Wasagasse verwendet.

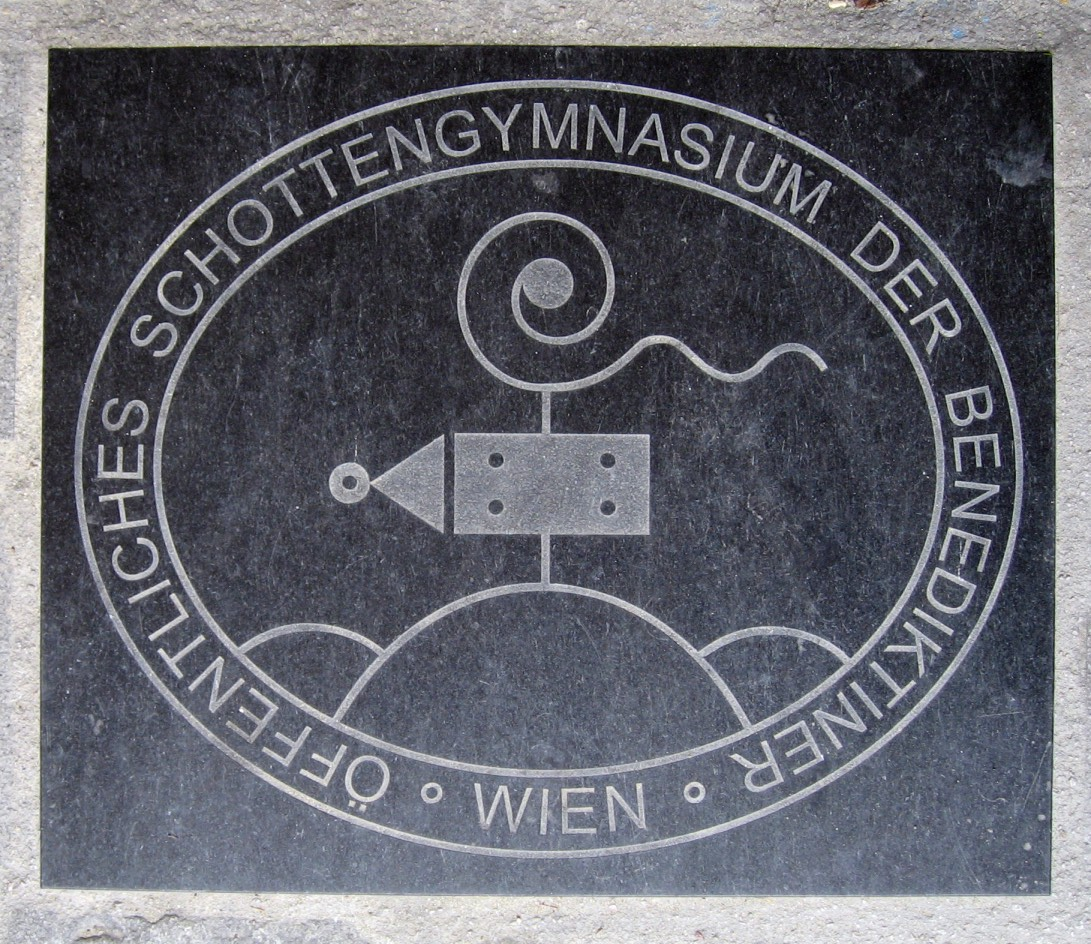
Emblem des Schottengymnasiums

### Seit 1945
1945 wurde das Schottengymnasium wiedereröffnet, sodass 1953 die ersten Schüler wieder bei den Schotten maturieren konnten. Bereits 1947 hatte sich der Verein der Alt-Schotten konstituiert.
1967 erhielt das bis dahin rein humanistische Gymnasium einen neusprachlichen Zweig. Ebenfalls 1967 wurde vom späteren Schottenabt Heinrich Ferenczy das Katholische Jugendzentrum Schotten – zwar nicht in Abhängigkeit, aber in enger Verbindung zur Schule – gegründet. Es ist auch heute noch vielen Wiener Jugendlichen als Keller ein Begriff. 1970 gab es erstmals wieder zwei erste Klassen, nachdem es fast 100 Jahre nur einen Klassenzug gegeben hatte.
1989 bis 2004 war mit Friedrich Wally der Direktor des Gymnasiums erstmals kein Angehöriger des Schottenkonventes. Beide Nachfolger Wallys, Johannes Jung (2004–2009) und Christoph Merth (2009–2016), waren aber wieder Benediktinermönche des Stiftes.
2004 wurde die Koedukation bei den Schotten eingeführt, seitdem steht das Gymnasium auch Mädchen offen. Bis dahin war das Schottengymnasium Wiens letzte reine Knabenschule gewesen, obschon vor allem in der Zwischenkriegszeit vereinzelt Mädchen (meist als Externistinnen) in die Schule aufgenommen worden waren.

## Lehrkörper
Den Lehrkörper des Schottengymnasiums bildeten ursprünglich zur Gänze Benediktiner des Schottenstiftes. In der zweiten Hälfte des 19. Jahrhunderts und im 20. Jahrhundert waren diese zudem häufig auch Absolventen des Schottengymnasiums. Ab der Mitte des 19. Jahrhunderts wurden Freigegenstände wie Böhmisch, Italienisch, Ungarisch, Stenografie oder Gesang von externen weltlichen Lehrern unterrichtet. Die ersten regulären weltlichen Professoren gab es aber erst ab den 1920er-Jahren für die Fächer Turnen, Zeichnen und Handfertigkeit. Ab den 1930er-Jahren unterrichteten weltliche Lehrer auch andere Gegenstände. Seit der Wiedereröffnung des Gymnasiums nach dem Zweiten Weltkrieg ist die Anzahl der Lehrer, die nicht Konventuale des Schottenstiftes sind, stetig gestiegen. Inzwischen stehen ca. 50 weltliche Professoren vier geistlichen Professoren gegenüber. Seit den 1990er-Jahren unterrichten auch Lehrerinnen am Schottengymnasium, vermehrt seit der Einführung der Koedukation im Jahr 2004.
Viele der Professoren vor allem des 19. und frühen 20. Jahrhunderts erlangten aufgrund ihrer meist wissenschaftlichen Tätigkeiten auch über die Grenzen der Schule hinweg Bedeutung. Direktoren des Schottengymnasiums (bzw. Präfekten, wie die Bezeichnung bis 1848 lautete) waren der Philologe Meinrad Lichtensteiner (1807–1834; 1825 Rektor der Universität Wien), der Naturwissenschaftler Sigismund Gschwandner (1886–1895; 1859 und 1870 Dekan der philosophischen Fakultät der Universität Wien), der Historiker Albert Hübl (1919–1931) sowie die späteren Äbte Othmar Helferstorfer (1857–1861), Heinrich Ferenczy (1981–1989) und Johannes Jung (2004–2009).
Unter den weiteren bedeutenden Persönlichkeiten im Lehrkörper des Gymnasiums ragen vor allem der Historiker und spätere Abt Ernest Hauswirth, der Kirchenhistoriker und Hofprediger Cölestin Wolfsgruber (1907/1908 und 1911/1912 Dekan der Katholisch-Theologischen Fakultät der Universität Wien), die Philologen Maurus Schinnagl, Heinrich Maschek und Paulus Lieger, die Germanisten Berthold Sengschmitt, Hugo Mareta und Meinrad Sadil, die Seelsorger Honorius Kraus und Hermann Schubert, der Hofprediger Clemens Kickh sowie der Dogmatiker Carl Jellouschek (1955/56 Rektor der Universität Wien) heraus.

## Konfession und Religion
Obwohl das Schottengymnasium eine katholische Privatschule ist, haben beinahe von Anfang an auch Angehörige anderer Konfessionen (erstmals 1810) und Religionen (erster jüdischer Schüler 1817) hier Aufnahme gefunden. 1878 hatte das Gymnasium über 70 jüdische Schüler. Erst in der Zeit des Ständestaates wurde die Schule stark konfessionalisiert. In den letzten Jahrzehnten ist die Zahl der Schüler anderer Konfessionen und Religionen im Sinne einer katholischen Offenheit aber wieder gestiegen.
Der Besuch des Religionsunterrichtes ist für alle Schüler des Schottengymnasiums verpflichtend, wobei jeder Schüler den Unterricht seines eigenen Bekenntnisses besucht. Bei genügend großer Teilnehmerzahl findet auch der Religionsunterricht anderer Konfessionen am Gymnasium selbst statt (z. B. der evangelische Religionsunterricht), ansonsten mit anderen Schulen gesammelt außer Haus (etwa bei muslimischen Schülern).

## Bekannte Schüler und Absolventen
Besonderes Ansehen genießt das Schottengymnasium nicht zuletzt aufgrund der großen Zahl ehemaliger Schüler und Absolventen, die sich in Politik, Kultur, Wissenschaft und anderen Bereichen des öffentlichen Lebens hervorgetan haben. Kaiser Karl I. war ebenso Schottenschüler wie drei Generationen der regierenden Fürsten von Liechtenstein. Zu den Absolventen zählen ein österreichischer, ein ungarischer und vier cisleithanische Ministerpräsidenten, ein österreichischer Bundeskanzler, zwölf cisleithanische bzw. österreichische Minister sowie zahlreiche Abgeordnete auf Staats- und Landesebene.
Auch Johann Strauß ging ab dem 11. Lebensjahr vom Jahre 1837–1841 im Schottengymnasium in die Schule. Er absolvierte 4 Grammatikalklassen mit gutem Erfolg. Johann sollte dem Wunsch seines Vaters nach Kaufmann werden, weshalb er die kommerzielle Abteilung des Polytechnikums besuchte.
Möglicherweise aufgrund der langen Theatertradition des Schottenstiftes und seiner Schulen, die sich bis ins 16. Jahrhundert zu Benedictus Chelidonius, Wolfgang Schmeltzl und Johann Rasch zurückverfolgen lässt und die im 20. Jahrhundert unter anderem durch die Wiener Schottenspiele Georg Terramares ihren Ausdruck fand, findet sich eine große Zahl von Schauspielern, Dramatikern und Theaterdirektoren (Burgtheater, Theater in der Josefstadt) unter den ehemaligen Schülern. Die Liste der Kulturschaffenden wird bis in die Gegenwart ergänzt durch zahlreiche Schriftsteller, Dichter, Maler und Musiker.
Unter den wissenschaftlich tätigen Absolventen finden sich mehrere Rektoren und Dekane verschiedener Universitäten und Fakultäten. Das Schottengymnasium hat bisher drei Nobelpreisträger hervorgebracht: 1927 erhielt Julius Wagner-Jauregg für die Entwicklung der Malariatherapie den Nobelpreis für Physiologie oder Medizin. Die gleiche Auszeichnung empfingen Konrad Lorenz und Karl von Frisch 1973 für ihre Arbeiten im Bereich der vergleichenden Verhaltensforschung.
Nicht wenige ehemalige Schüler konnten wirtschaftliche Schlüsselpositionen erlangen, andere wiederum haben eine kirchliche Laufbahn eingeschlagen. Das manchmal anzutreffende Diktum, dass der durchschnittliche Schottengymnasiast Arzt, Anwalt oder Beamter wird, gilt nur mit Einschränkungen. Heute sind die Absolventen des Gymnasiums im Verein der Alt-Schotten zusammengeschlossen.

### Politiker

Die Sozialdemokraten Engelbert Pernerstorfer (links) und Victor Adler waren Mitschüler.

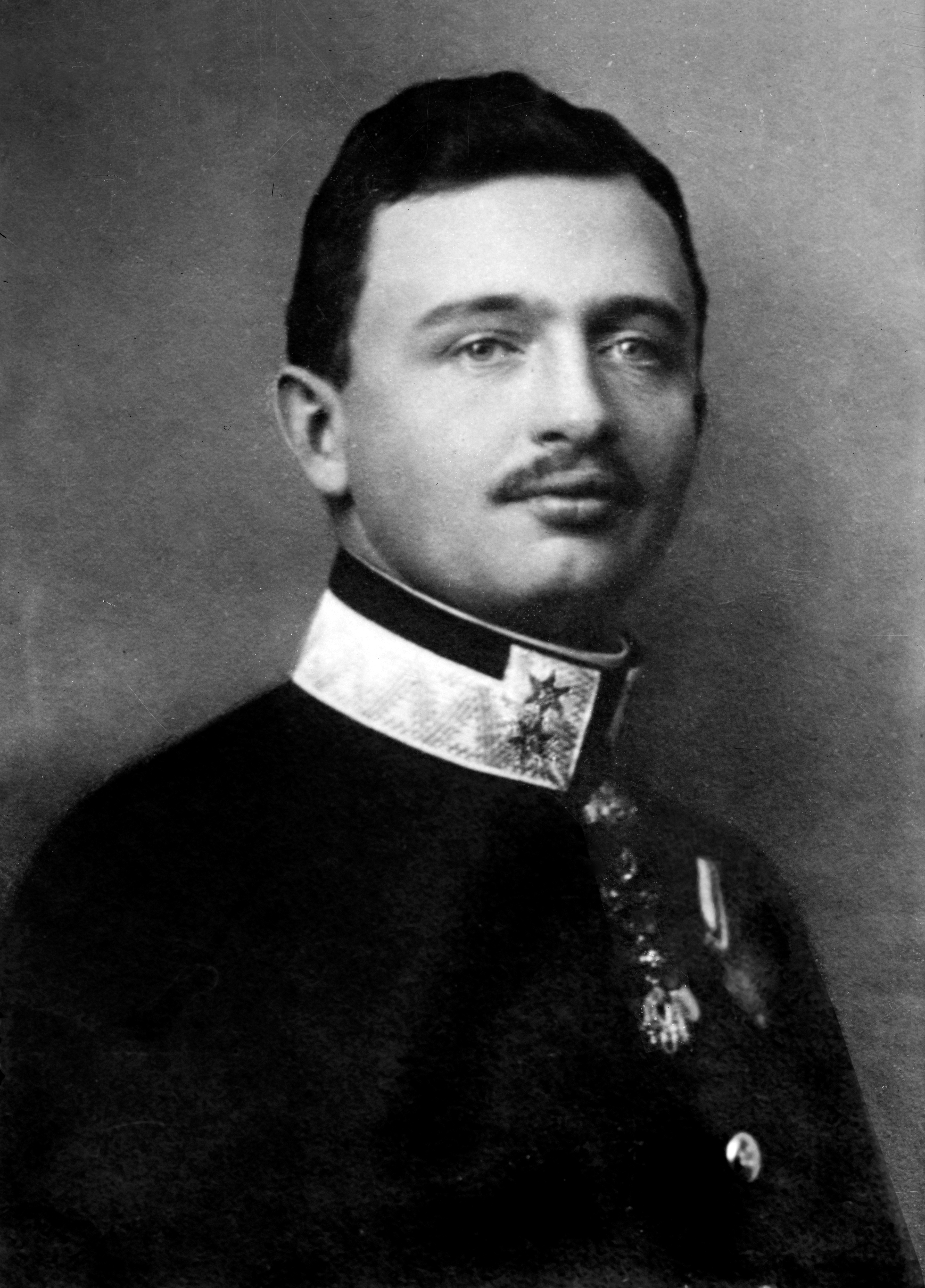
Der spätere Kaiser Karl I. besuchte bis 1901 das Schottengymnasium.

- Anton von Doblhoff-Dier (1800–1872), österreichischer Ministerpräsident
- Lajos Batthyány (1807–1849), erster ungarischer Ministerpräsident
- Theobald von Rizy (1807–1882), Jurist, Mitglied des Herrenhauses
- Othmar Helferstorfer (1810–1880), Abt des Schottenstiftes, Landmarschall von Niederösterreich
- Josef von Bauer (1817–1886), niederösterreichischer Landtagsabgeordneter
- Alexander Julius Schindler (1818–1885), Schriftsteller und Politiker
- Eduard Herbst (1820–1892), cisleithanischer Justizminister
- Felix Pino von Friedenthal (1825–1906), cisleithanischer Handelsminister
- Franz Coronini-Cronberg (1833–1901), Präsident des österreichischen Abgeordnetenhauses
- Julius Glaser (1831–1885), cisleithanischer Justizminister
- Heinrich von Wittek (1844–1930), cisleithanischer Ministerpräsident
- Aloys von Liechtenstein (1846–1920), Landmarschall von Niederösterreich
- Hugo von Glanz-Eicha (1848–1915), cisleithanischer Handelsminister
- Guido von Call (1849–1927), Diplomat, cisleithanischer Handelsminister
- Engelbert Pernerstorfer (1850–1918), Vizepräsident des österreichischen Abgeordnetenhauses
- Eugen Böhm von Bawerk (1851–1914), Nationalökonom, cisleithanischer Finanzminister
- Alfred III. zu Windisch-Grätz (1851–1927), cisleithanischer Ministerpräsident
- Victor Adler (1852–1918), Begründer der Sozialdemokratischen Arbeiterpartei Österreichs
- Heinrich von Lützow (1852–1935), Diplomat
- Heinrich Lammasch (1853–1920), letzter cisleithanischer Ministerpräsident
- Franz I. von Liechtenstein (1853–1938), regierender Fürst von Liechtenstein
- Franz Klein (1854–1926), cisleithanischer Justizminister
- Karl Beurle (1860–1919), oberösterreichischer Landtagsabgeordneter (Deutsche Volkspartei)
- Richard Hampe (1863–1931), cisleithanischer Minister für Kultus und Unterricht
- Konrad zu Hohenlohe-Schillingsfürst (1863–1918), cisleithanischer Ministerpräsident
- Viktor Kienböck (1873–1956), österreichischer Finanzminister
- Egon Berger-Waldenegg (1880–1960), österreichischer Justizminister und Außenminister
- Karl I. von Habsburg-Este (1887–1922), letzter Kaiser von Österreich
- Karl Appel (1892–1967), österreichischer Nationalratsabgeordneter (SPÖ)
- Franz Josef II. von Liechtenstein (1906–1989), regierender Fürst von Liechtenstein
- Max Löwenthal-Chlumecky (1908–1995), Diplomat
- Harald Langer-Hansel (1909–1998), Jurist und Beamter des Handelsministeriums
- Leopold Guggenberger (1918–2017), Bürgermeister von Klagenfurt (ÖVP)
- Hans Tuppy (1924–2024), österreichischer Wissenschaftsminister (ÖVP), Biochemiker
- Manfred Mautner Markhof (1927–2008), Bundesrat (ÖVP), Unternehmer
- Franz Hums (1937–2015), österreichischer Arbeits- und Sozialminister (SPÖ)
- Michael Graff (1937–2008), Generalsekretär der ÖVP
- Peter Marboe (* 1942), Wiener Kulturstadtrat (ÖVP)
- Hans Adam II. von Liechtenstein (* 1945), regierender Fürst von Liechtenstein
- Wolfgang Schüssel (* 1945), österreichischer Bundeskanzler (ÖVP)
- Rudolf Scholten (* 1955), österreichischer Unterrichtsminister und Wissenschaftsminister (SPÖ)
- Peter Launsky-Tieffenthal (* 1957), Regierungssprecher, Diplomat
- Christoph Chorherr (* 1960), Bundessprecher der Grünen

### Kulturschaffende

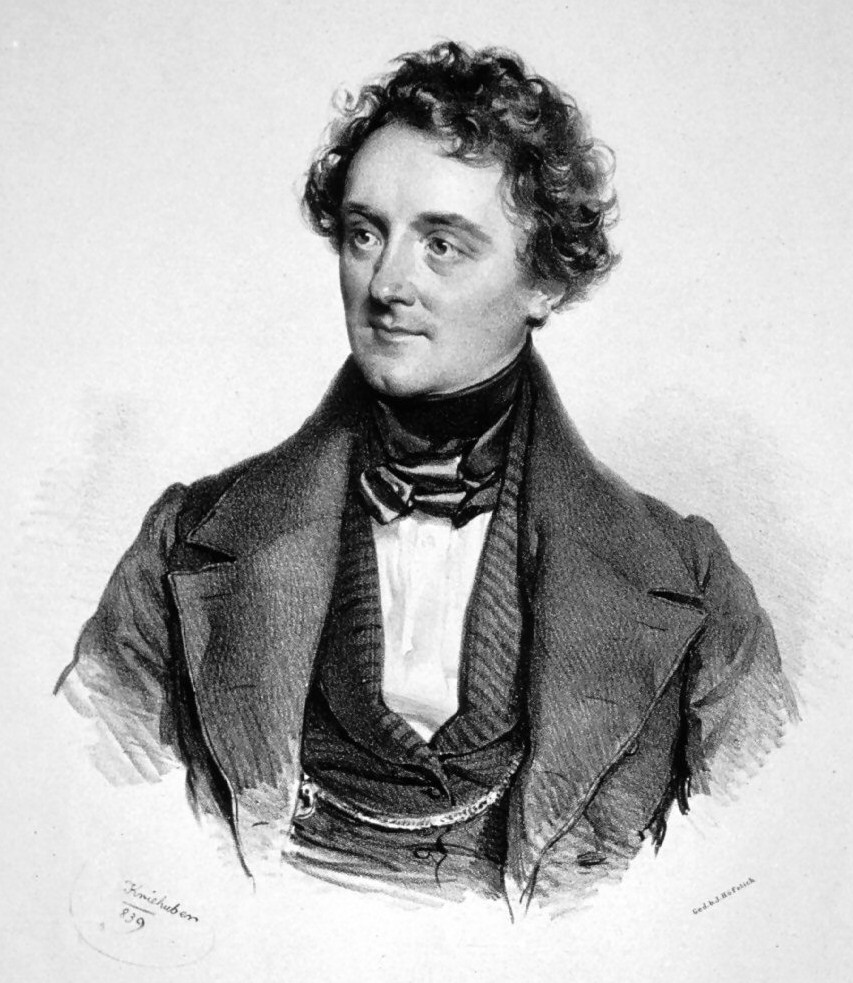
Johann Nestroy war vor seiner Zeit bei den Schotten am Akademischen Gymnasium.

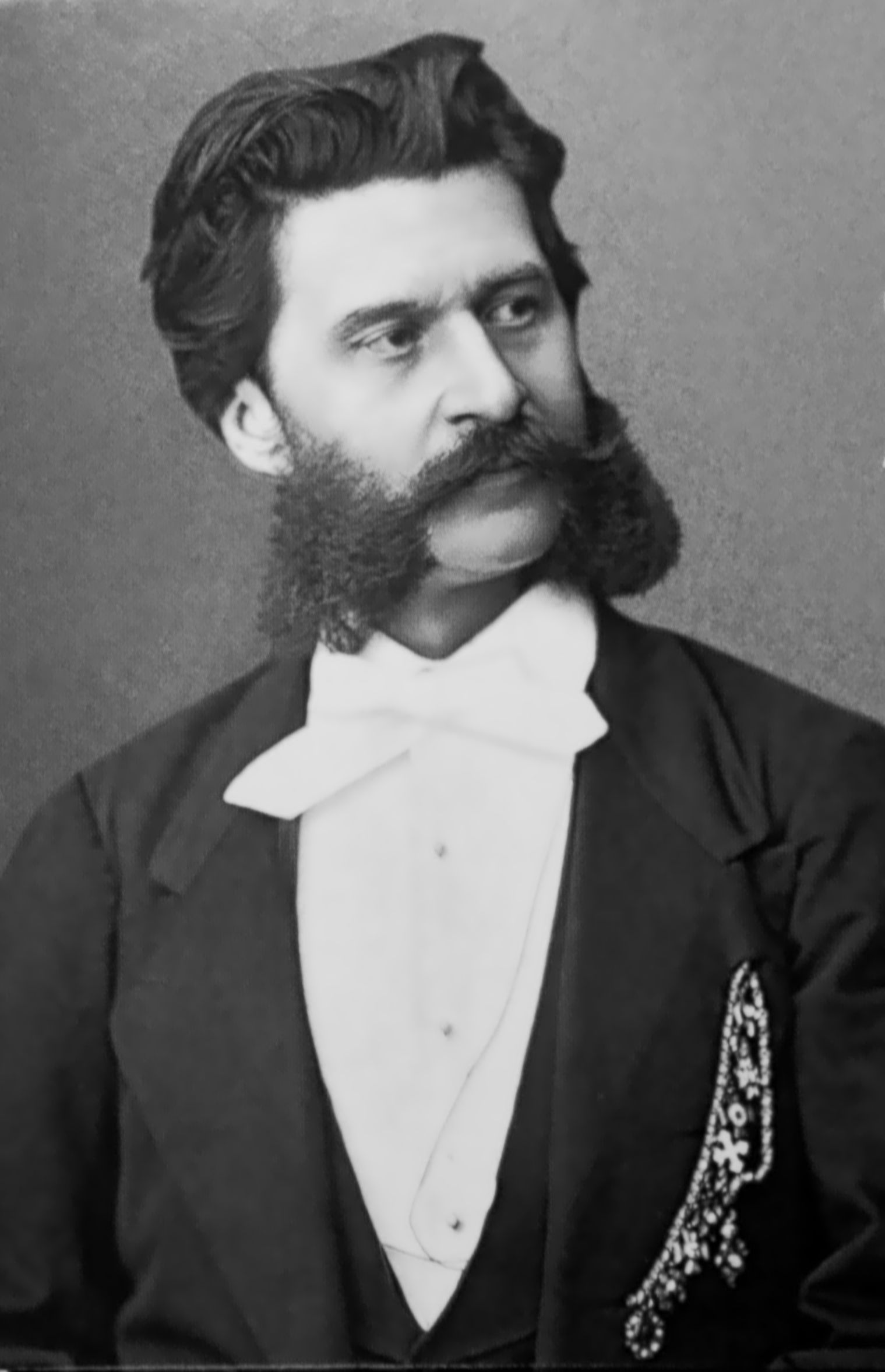
„Walzerkönig“ Johann Strauss besuchte ebenso wie sein jüngerer Bruder Josef das Schottengymnasium.

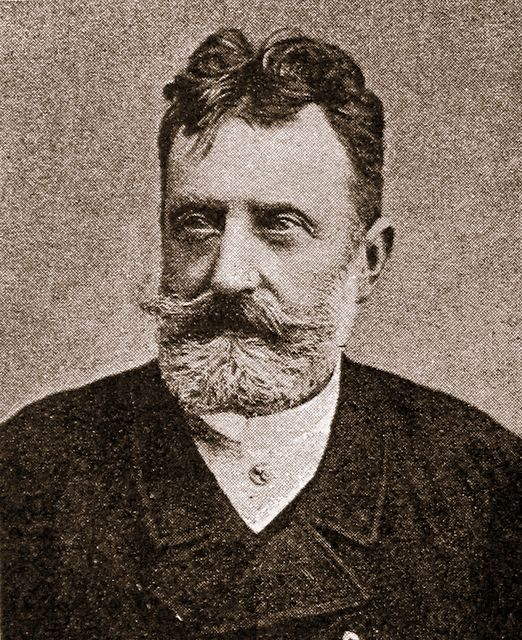
Ferdinand von Saar widmete seiner Schulzeit bei den Schotten eine seiner Wiener Elegien (1893).

- Johann Nestroy (1801–1862), Schauspieler, Dramatiker
- Eduard von Bauernfeld (1802–1890), Dichter
- Nikolaus Lenau (1802–1850), Schriftsteller
- Johann Vesque von Püttlingen (1803–1883), Komponist, Diplomat
- Moritz von Schwind (1804–1871), Maler
- Friedrich Halm (1806–1871), Dichter, Dramatiker
- Anastasius Grün (1806–1876), Dichter
- Gustav von Franck (1807–1860), Schriftsteller
- Alexander von Bensa (1820–1902), Maler
- Ferdinand Kürnberger (1821–1879), Schriftsteller
- Johann Strauss (1825–1899), Komponist
- Josef Strauss (1827–1870), Komponist
- Robert Hamerling (1830–1889), Dichter
- Karl Julius Ebersberg (1831–1870), Schriftsteller
- Franz von Jauner (1831–1900), Schauspieler, Theaterdirektor
- Otto Bach (1833–1893), Kirchenmusiker, Direktor des Mozarteums
- Ferdinand von Saar (1833–1906), Schriftsteller
- Josef von Doblhoff-Dier (1844–1928), Schriftsteller, Diplomat
- Alfred von Berger (1853–1912), Dramaturg, Direktor des Burgtheaters
- Max von Ferstel (1859–1936), Architekt
- Max Kurzweil (1867–1916), Maler
- Ernst Kunwald (1868–1939), Jurist, Dirigent und Chorleiter
- Maximilian Liebenwein (1869–1926), Maler, Grafiker
- Felix von Kraus (1870–1937), Sänger und Hochschullehrer
- Luigi von Kunits (1870–1931), Violinist, Komponist
- Leopold Andrian (1875–1951), Schriftsteller, Diplomat
- Alfred Neugebauer (1888–1957), Schauspieler
- Otto Friedländer (1889–1963), Schriftsteller
- Georg Terramare (1889–1948), Dramatiker
- Paul Elbogen (1894–1987), Schriftsteller
- Eduard Volters (1904–1972), Schauspieler
- Erik Frey (1908–1988), Schauspieler
- Franz Stoß (1909–1995), Schauspieler, Direktor des Burgtheaters und des Theaters in der Josefstadt
- Otto Ambros (1910–1979), Schauspieler
- Ernst Haeusserman (1916–1984), Theaterdirektor, Regisseur, Schriftsteller und Filmproduzent
- Gustaf Adolf Neumann (1924–2013), Journalist und Verleger
- Ernst Jandl (1925–2000), Dichter
- Peter Planyavsky (* 1947), Organist
- Friedrich Dolezal, Cellist, Wiener Philharmoniker
- Clemens Hellsberg (* 1952), Violinist, Vorstand der Wiener Philharmoniker
- Herbert Föttinger (* 1961), Schauspieler, Direktor des Theaters in der Josefstadt
- Wolfram Zöttl (* 1969), Kameramann, Dramaturg und Medienschaffender
- Xaver Bayer (* 1977), Schriftsteller
- Gottlieb Wallisch (* 1978), Pianist

### Wissenschafter

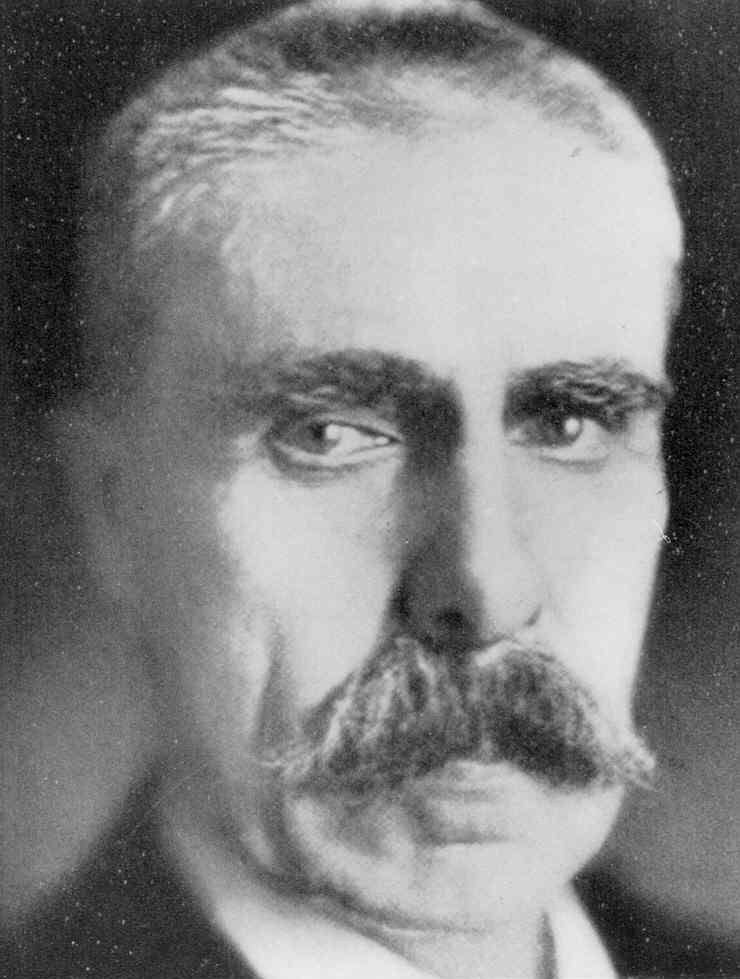
Nobelpreisträger Julius Wagner-Jauregg maturierte 1874 bei den Schotten.

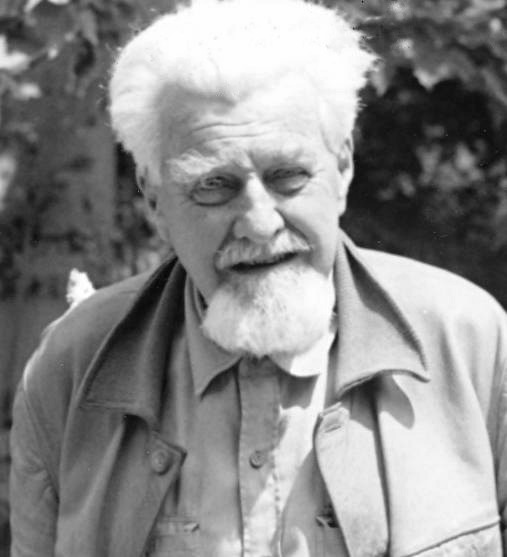
Konrad Lorenz erhielt 1973 den Nobelpreis gemeinsam mit einem zweiten Absolventen des Schottengymnasiums, Karl von Frisch.

- Anton Steinhauser der Ältere (1802–1890), Kartograph und Beamter
- Adalbert Nikolaus Fuchs (1814–1886), Agrarwissenschaftler, Direktor des k. k. Polytechnischen Instituts
- Albrecht Krafft (1816–1847), Orientalist
- Ernest Hauswirth (1818–1901), Abt des Schottenstiftes, Historiker
- Karl Friesach (1821–1891), Astrophysiker
- Franz von Hauer (1822–1899), Geologe
- Sigismund Gschwandner (1824–1896), Physiker, Dekan der philosophischen Fakultät der Universität Wien
- Hugo Mareta (1827–1913), Germanist
- Vinzenz Knauer (1828–1894), Philosoph
- Hugo Kremer von Auenrode (1833–1888), Staatsrechtler, Rektor der Universität Prag
- Rudolph von Vivenot (1833–1870), Arzt und Klimatologe
- Anton Mayer (1838–1924), Historiker
- Karl Exner (1842–1914), Physiker
- Richard Godeffroy (1847–1895), Chemiker
- Heinrich Obersteiner (1847–1922), Neurologe
- Kurt Petschek, auch Kirk Petshek (1913–1973), US-amerikanischer Rechtswissenschaftler
- Cölestin Wolfsgruber (1848–1924), Kirchenhistoriker und Hofprediger, Dekan der Katholisch-Theologischen Fakultät der Universität Wien
- Anton von Frisch (1849–1917), Urologe
- Hans von Chiari (1851–1916), Pathologe
- Heinrich Friedjung (1851–1920), Historiker, Journalist
- Ernst Fuchs (1851–1930), Ophthalmologe
- Franz von Liszt (1851–1919), Straf- und Völkerrechtler, Politiker
- Sigmund Adler (1853–1920), Rechtshistoriker
- Friedrich Becke (1855–1931), Mineraloge, Rektor der Universität Wien
- Jakob Minor (1855–1912), Literaturwissenschaftler
- August Sauer (1855–1926), Literaturwissenschaftler
- Joseph Seemüller (1855–1920), Germanist
- Alexander Dedekind (1856–1940), Ägyptologe
- Julius Wagner-Jauregg (1857–1940), Psychiater, Nobelpreis für Physiologie oder Medizin 1927
- Heinrich Swoboda (1861–1923), Pastoraltheologe
- Lothar von Frankl-Hochwart (1862–1914), Neurologe
- Albert Starzer (1863–1909), Historiker
- Eduard Zirm (1863–1944), Ophthalmologe
- Ivo Pfaff (1864–1925), Rechtshistoriker
- Ernst Kalinka (1865–1946), Altphilologe, Rektor der Universität Innsbruck
- Albert Hübl (1867–1931), Historiker
- Carl von Kraus (1868–1952), Germanist
- Michael Maria Rabenlechner (1868–1952), Literaturwissenschaftler
- Maximilian Bittner (1869–1918), Orientalist
- Karl Schawerda (1869–1945), Entomologe und Mediziner
- Karl Inama von Sternegg (1871–1931), Genealoge, Heraldiker
- Clemens von Pirquet (1874–1929), Immunologe
- Carl Furtmüller (1880–1951), Pädagoge und Psychologe
- Franz Exner (1881–1947), Kriminologe
- Karl von Frisch (1886–1982), Verhaltensforscher, Nobelpreis für Physiologie oder Medizin 1973
- Otto Forst de Battaglia (1889–1965), Historiker, Literaturkritiker
- Wilhelm Czermak (1889–1953), Ägyptologe, Afrikanist und Hochschullehrer
- Camillo Wiethe (1889–1949), Hals-Nasen-Ohren-Arzt
- Walter Johannes Stein (1891–1957), Anthroposoph, Waldorflehrer, Heilpraktiker und Schriftsteller
- Eugen Kolisko (1893–1939), Anthroposoph, Arzt und Waldorflehrer
- Franz Borkenau (1900–1957), Geschichtsphilosoph, Soziologe
- Paul Harteck (1902–1985), Physikochemiker, Rektor der Universität Hamburg
- Konrad Lorenz (1903–1989), Verhaltensforscher, Nobelpreis für Physiologie oder Medizin 1973
- Karl Heinz Rechinger (1906–1998), Botaniker, Direktor des Naturhistorischen Museums Wien
- Erwin Maria Auer (1907–1989), Historiker, Direktor des Kunsthistorischen Museums Wien
- Peter Beck-Mannagetta (1917–1998), Geologe
- Hubert Adolph (1926–2007), Kunsthistoriker
- Michael Mitterauer (1937–2022), Historiker
- Günter Virt (* 1940), Moraltheologe
- Hartmut Kahlert (* 1940), Physiker, Rektor der Technischen Universität Graz
- Herbert Laszlo (1940–2009), Glücksforscher
- Georg Braulik (* 1941), Alttestamentler
- Kurt Gschwantler (* 1944), Klassischer Archäologe
- Wilfried Seipel (* 1944), Ägyptologe, Direktor des Kunsthistorischen Museums Wien
- Michael Weinzierl (1950–2002), Historiker
- Wolfgang Lutz (* 1956), Demograph
- Helmut Wohnout (* 1964), Historiker, Direktor des Österreichischen Staatsarchivs
- August Reinisch (* 1965), Völkerrechtler
- Georg Steinhauser (* 1979), Radioökologe

### Personen aus anderen Bereichen

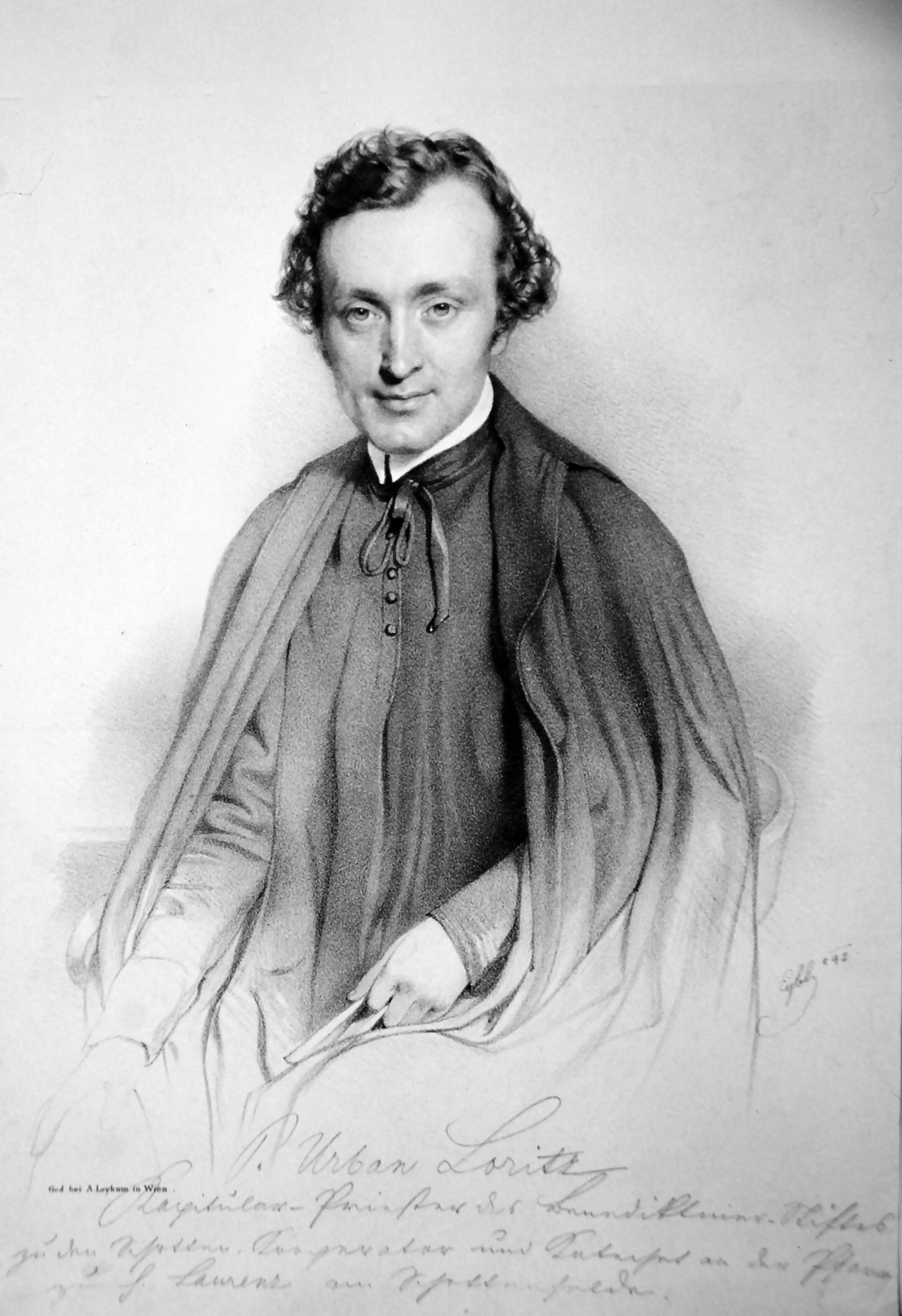
Der Benediktiner Urban Loritz war einer von zahlreichen Absolventen des Gymnasiums, die eine kirchliche Laufbahn einschlugen.

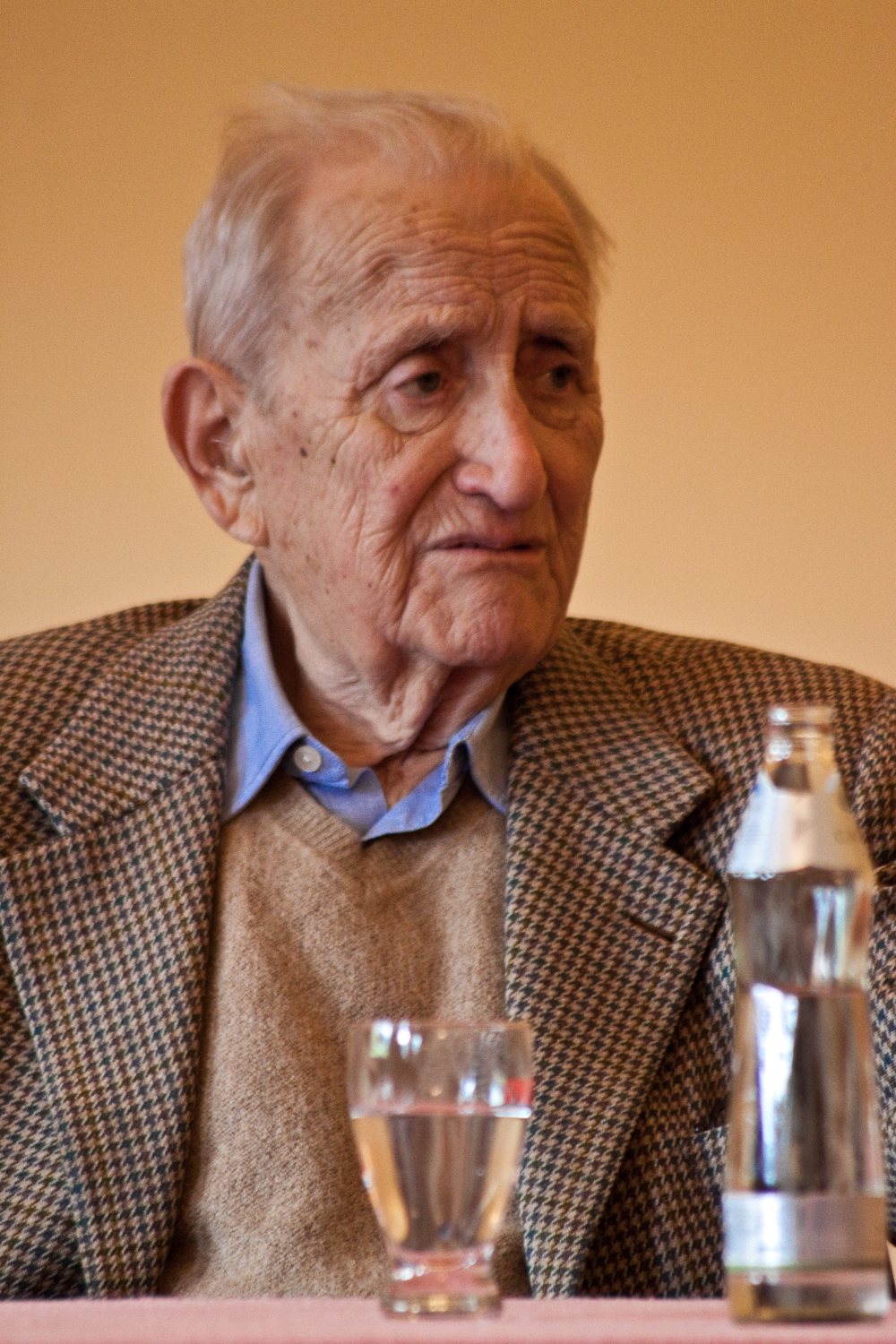
Verleger Fritz Molden zählte zu jenen Schülern, die aufgrund der Schließung des Schottengymnasiums durch die Nationalsozialisten 1938 an eine andere Schule wechseln mussten.

- Alois Schlör (1805–1852), katholischer Theologe und Geistlicher
- Urban Loritz (1807–1881), Seelsorger
- Josef Stummer von Traunfels (1808–1891), Bauingenieur, Architekt
- Sebastian Brunner (1814–1893), Theologe, Schriftsteller
- Anton von Petz (1819–1885), Admiral
- Hermann Schubert (1826–1892), Prediger und Seelsorger
- Michael Etienne (1827–1879), Journalist
- Clemens Kickh (1827–1913), Hofprediger
- Adolf Kern (1829–1906), Seelsorger
- Sigmund Mayer (1831–1920), Kaufmann
- Franz von Raimann (1831–1899), Richter und Numismatiker
- Alexander von Dorn (1838–1919), Publizist, Volkswirt
- Leopold Rost (1842–1913), Abt des Schottenstiftes
- Albert Figdor (1843–1927), Bankier, Kunstsammler
- Moritz Nedopil (1847–1909), Chirurg
- Karl Graf Lanckoroński (1848–1933), Kunstmäzen
- Franz Zimmermann (1850–1935), siebenbürgisch-sächsischer Archivar, Historiker und Politiker
- Friedrich von Wieser (1851–1926), Nationalökonom
- Wilhelm Janauschek (1859–1926), Volksmissionar
- Ignaz Stich (1863–1926), Bibliothekar, Volksbildner
- Julius Meinl III. (1903–1991), Unternehmer (Julius Meinl)
- Heinrich Treichl (1913–2014), Generaldirektor der Creditanstalt
- Arno Halusa (1911–1979), österreichischer Jurist, Beamter und Diplomat
- Otto Schönherr (1922–2015), Journalist, Chefredakteur der Austria Presse Agentur
- Fritz Molden (1924–2014), Journalist, Verleger
- Gustav Harmer (* 1934), Bierbrauer (Ottakringer, Grieskirchner)
- Heinrich Ferenczy (1938–2018), Abt des Schottenstiftes und des Stiftes St. Paul im Lavanttal
- Hans-Georg Possanner (1940–2006), Pressesprecher der Ständigen Vertretung Österreichs bei der EU
- Franz Hlavac (* 1948), Wirtschaftsjournalist (ORF)
- Johannes Jung (* 1952), Abt des Schottenstiftes
- Andreas Treichl (* 1952), Generaldirektor der Ersten Bank
- Eduard Strauss (* 1955), Jurist, Senatspräsident des Oberlandesgerichts Wien
- Christoph Herbst (* 1960), Verfassungsrichter
- Nikolaus Krasa (* 1960), Generalvikar der Erzdiözese Wien
- Rudolf Mitlöhner (* 1965), Journalist, Chefredakteur der Furche
- Niki Zitny (* 1973), Profigolfer
- George Mullen (* 1974), Kunsthistoriker
- Arthur Arbesser (* 1982), Modedesigner